# Pâine și ciocolată
Pâine și ciocolată (titlul original: în italiană Pane e cioccolata) este un film dramatic italian, realizat în 1974 de regizorul Franco Brusati, protagoniști fiind actorii Nino Manfredi, Anna Karina și Johnny Dorelli. 

## Conținut
La fel ca mulți europeni din sudul Europei a perioadei anilor 1960 până la începutul anilor 1970, Nino Garofalo este un „lucrător migrant” din Ciociaria, care lucrează ca ospătar în Elveția. Încă nu-și poate aduce soția și copiii, deoarece permisul de ședere depinde de posesia unui contract de muncă.  El lucrează ca ospătar într-un restaurant elegant de pe Lacul Murten. Concurează cu un turc angajat provizoriu, iar proprietarul unității își rezervă dreptul de a decide care dintre cei doi va fi angajat permanent. Nino pierde când poliția vine să îl caute, pentru că s-a ușurat în spațiul public pe un parapet și cineva l-a fotografiat. 
Nino apelează la un milionar italian pe care l-a servit în restaurant. Acesta este un alt tip de migrant care fuge de autoritățile fiscale italiene. Întrucât soția lui îl înșală și copiilor lui nu-i pasă de el, se simte la fel ca Nino, singuratic și are dor de casă. Îl angajează pe Nino ca noul său majordom.
Chiar în prima dimineață în care Nino i-a servit micul dejun, imperiul său a falimentat, iar el a luat somnifere și moare. Nino este din nou în stradă. Primește adăpost temporar la fosta vecină Elena, o grecoaică care a plecat în exil cu fiul ei din cauza Regimului Colonelilor. Hotărât să se întoarcă în Italia, pleacă la gară, unde un compatriot îi face o ofertă de angajare la o fermă de pui. Toți muncitorii locuiesc într-un coteț transformat în dormitor. De acolo au vedere spre o scăldătoare la râu, unde câțiva copii din lumea „bună” și prietenii lor, fete și băieți blonzi, fac baie. Lui Nino îi vine ideea să-și vopsească părul blond și este tratat într-un mod prietenos și primitor în oraș. Într-un bar, este transmis la televizor un meci de fotbal al echipei naționale italiene. La primul gol al Azzurilor, Nino nu este în stare să-și reprime extazul mult timp și ca atare este aruncat în stradă. 
Din nou stă cam nehotărât, cu valiza în gară. Elena îl găsește cu puțin timp înainte de plecarea trenului. Soțul ei, ofițer de poliție elvețian, i-a obținut lui Nino permisul de ședere. Nino este obosit de atâta dute-vino și o lasă pe Elena dezamăgită cu permisul în mână. În compartimentul de tren sunt alți italieni care cântă cântece despre patrie, soare și mare pentru a-și face voie bună. Dar Nino își dă seama că este complet sătul de asta și stă în dubiu. În drum spre Italia, trenul intră în tunelul Lötschberg dar după scurt timp, apare din tunel Nino cu valiza în mână, sugerând că e mai bună o viață de imigrant ilegal decât o viață de mizerie.

## Distribuție
- Nino Manfredi – Giovanni "Nino" Garofoli
- Johnny Dorelli – industriașul italian
- Anna Karina – Elena
- Paolo Turco – Gianni
- Ugo D'Alessio – bătrânul
- Tano Cimarosa – Gigi
- Gianfranco Barra – turcul
- Giacomo Rizzo – Michele
- Giorgio Cerioni – inspectorul de poliți
- Francesco D'Adda – Rudiger
- Geoffrey Copleston – Boegli
- Federico Scrobogna – Grigory
- Max Delys – Renzo
- Umberto Raho – Jacques, administratorul hotelului
- Nelide Giammarco – blonda
- Manfred Freyberger – elvețianul sportiv

## Melodii din film
- Sekt Mit Sugar (compusă de Guido Patrizio și Daniele Patucchi), interpretat de Guido Patrizio
- Odor Di Nebbia (de F. Brusati și Daniele Patucchi)
- Simmo e Napule Paisa (de Peppino Fiorelli și Nicola Valente)
- Torna a Surriento (compusă de Giambattista De Curtis și Ernesto De Curtis)
- Buongiorno a Te (compusă de Jaja Fiastri și Ugo Calise)
- L'Uomo Non E' De Legno (compusă de Jaja Fiastri și Ugo Calise)
- La Serenata de Haydn
- La Sonata K.545 de Mozart
- Sinfonia No.1 în do major de Georges Bizet (Andante adagio executată de Orchestre national de France)

## Premii și nominalizări
- 1974 Premiul David di Donatello European, pentru cel mai bun film
- 1974 Premiul David di Donatello pentru cel mai bun actor, lui Nino Manfredi
- 1974 Grolla d'oro 1974 pentru cel mai bun actor, lui Nino Manfredi
- 1974 Ursul de Argint pentru Franco Brusati[1]
- 1974 Premiul mare la Festivalul Internațional de film de la Belgrad
- 1975 Nastro d'argento pentru cel mai bun subiect lui Franco Brusati